# Silent love〜open my heart〜/BE WITH U
『Silent love 〜open my heart〜／BE WITH Ü』（サイレント・ラブ〜オープン・マイ・ハート〜／ビー・ウィズ・ユー）は、日本の歌手倉木麻衣の27作目のシングル。型番はVNCM-6002（初回盤）およびVNCM-6003（通常盤）。今作品からレーベルがNORTHERN MUSICとなる。

## 解説
2007年11月28日発売の27作目のシングル。倉木麻衣の両A面作品は「Can't forget your love／PERFECT CRIME -Single Edit-」以来約6年ぶりであり、また、両A面の2曲ともが新曲となるのは、「冷たい海／Start in my life」以来約7年ぶりである。
「Silent love〜open my heart〜」の作曲を手掛けた宮地大輔、大野裕一はビーイング外部の作曲家であり、初の外部委託という形となった。
倉木のシングルとしては初めて、初回盤と通常盤の2種類の形態で発売され、初回盤（VNCM-6002） には2007年夏に行われたファンクラブイベントで披露された「Feel fine! 〜acoustic live ver.〜」の様子がDVDとして収録される。

## 収録曲
1. Silent love 〜open my heart〜 (4:26)
  - 作詞：倉木麻衣 / 作曲・編曲：Daisuke "DAIS" Miyachi & Yuichi Ohno

PC向けオンラインRPG『リネージュII』イメージソング
2007年のアジアソングフェスティバルで披露された楽曲である。
元メガデスのギタリスト、マーティ・フリードマンが『日経エンタテインメント!』で連載しているコラム『マーティ・フリードマンのJ-POPメタル斬り』で、これまでにメタル斬りした数多くの楽曲の中で「Silent love 〜open my heart〜」を一番好きな曲として挙げていた。ベタベタなアジアン・ソング風の曲調であるのがお気に入りの理由としている。
2. BE WITH Ü (4:58)
  - 作詞：倉木麻衣 / 作曲：徳永暁人 / 編曲：Cybersound

ジャケット、歌詞カードの表記では「U」の部分が「Ü」となる。
2007年10月29日に倉木がROCK KIDS 802（FM802）に生出演した際に初めて放送されたが、その前々日10月27日に行われた彼女の母校立命館大学で行われたキャンパスライヴで初披露されていた。
3. Silent love 〜open my heart〜 -instrumental- (4:28)
4. BE WITH Ü -instrumental- (4:54)

### DVD（初回盤のみ）
Feel fine! 〜acoustic live ver.〜

## 収録アルバム
※2曲共に下記アルバムに収録。
- ONE LIFE
- ALL MY BEST
- Mai Kuraki Single Collection 〜Chance for you〜

## その他
倉木の公式サイト上において発売を告知した当初と、現在では様々な面が変更になっている。
- 通常盤の型番が異なっていた（VNCM-4002） 上に、通常盤に「Feel fine! 〜acoustic live ver.〜」がCD音源として収録されることになっていた。
- 当初は発売日が2007年11月21日と告知されていたが、1週間延期された。倉木の作品が発売日変更になるのは初めてとなる。NORTHERN MUSIC側は「制作上の都合」とし、2007年10月31日には公式サイトでCDジャケットのデザイン変更が発表されている。